# جيم هيمفيل
جيم هيمفيل (بالإنجليزية: Jim Hemphill)‏ هو كاتب سيناريو وناقد ومخرج أمريكي، ولد في 6 ديسمبر 1971 في منيابولس في الولايات المتحدة.

## وصلات خارجية
- جيم هيمفيل على موقع IMDb (الإنجليزية)
- جيم هيمفيل على موقع قاعدة بيانات الفيلم (الإنجليزية)